# Tobias Budde
Tobias Budde (* 7. Februar 1993 in Kleve) ist ein deutscher Journalist, Podcaster und Kinderbuchautor.

## Ausbildung
Budde wuchs in Kleve auf. 2012 absolvierte er sein Abitur am Freiherr-vom-Stein-Gymnasium in Kleve. Von 2012 bis 2016 studierte Budde Soziologie und Medienwissenschaften an der Heinrich-Heine-Universität in Düsseldorf.

## Beruflicher Werdegang
Zwischen Mai 2009 und Dezember 2015 arbeitete er als freier Mitarbeiter in der Lokalredaktion der Rheinischen Post in Kleve. Während seiner Schulzeit war er als Praktikant in den BILD-Sportredaktionen in Köln und München.
Während seines Studiums folgten unter anderem Praktika bei der ARD-Sportschau, RTL-Sportredaktion und RTL Nord. Zudem arbeitete er zwischenzeitlich als freier Mitarbeiter bei der ARD-Sportschau. Zwischen 2016 und 2017 volontierte er beim Nachrichtensender n-tv in Köln und zwischen 2017 und 2018 bei RTL ebenfalls in Köln. Ab Dezember 2018 bis Juni 2019 arbeitete er als Redakteur und stellvertretender Chef vom Dienst beim Westdeutschen Rundfunk.  Im Frühjahr 2020 wurde er vielen Sportfans bekannt, als er auf dem Instagram-Account der ARD-Sportschau wöchentlich das Format #GoodNews moderierte, indem positive Nachrichten aus dem Sport während der Corona-Krise vermittelt wurden. Seit April 2021 ist er außerdem in seinem Podcast Sportmomente zu hören, indem er werktäglich an Sportereignisse am jeweiligen Tag in der Vergangenheit erinnert.

Während den Monaten Juli und August 2021 hat Budde für Eurosport die Olympischen Sommerspiele 2020 auf den Social-Media-Kanälen begleitet. Im Juli 2021 veröffentlichte er sein erstes Kinderbuch "Es ist okay, traurig zu sein".  

### Gegenwart
Gegenwärtig arbeitet Budde als freier Journalist und ist unter anderem in der ARD-Sportschau, in den WDR-Verbraucherformaten Servicezeit und markt oder in RTL-Magazinen, wie Punkt 12 und RTL West, zu sehen.

## Privates
Budde wuchs in Kleve auf und wohnt derzeit in Köln. Er ist im Fußballverein SSV Reichswalde und im Karnevalsverein Kleve tätig.